# ژرژ آنگران
آنگران (فرانسوی: Enguerrand‎) دوچرخه‌سوار اهل فرانسه بود. وی در بازی‌های المپیک تابستانی ۱۹۲۰ شرکت کرده است.